# Hélcio Roberto Alisk
Hélcio Roberto Alisk (Curitiba, 3 de agosto de 1969) é um ex-futebolista brasileiro que atuava como volante.
Atuava como volante e defendeu Coritiba, Atlético Mineiro, Sport Recife, Vitória e Paraná Clube, entre outros clubes.

## Títulos
Coritiba
- Campeonato Paranaense: 1989

Paraná
- Campeonato Paranaense: 1994, 1995 e 1996
- Campeão da Copa João Havelange (módulo amarelo) em 2000

Vitória
- Campeonato Baiano: 1997
- Copa do Nordeste: 1997

### Prêmio individual
- 1996 - Prêmio Atleta Disciplina do Campeonato Paranaense pelo Paraná.

## Aposentadoria
Aposentou-se após a temporada de 2005 e atualmente é um agente e empresário de atletas cadastrado da FIFA/CBF.